# Marina (drag queen)
Marina, nombre artístico de Joan López Galo (Barcelona, 1988), antes conocida como Asul Marina, es una drag queen, artista y directora audiovisual no binaria española. Participó en la segunda temporada de Drag Race España, en la que aconteció finalista en cuarta posición.

## Biografía
Su alter ego, Marina, le ayudó a exteriorizar los rasgos de su personalidad tradicionalmente considerados femeninos y esto la condujo a descubrirse como una persona no binaria. Se volcó por completo en el drag en 2011, a partir de una estancia en París en la que se sintió libre de expresarse, incluso si excedía los parámetros binarios del género. Se la conoce popularmente como «la diosa no binaria de Barcelona».
Se inició en el drag en el Candy Darling, un bar junto a la plaza Universidad de Barcelona, donde estuvo trabajando como artista residente. Comenzó hacia el año 2018 y se volvió profesional al año siguiente. En 2019, ganó el concurso inspirado en RuPaul's Drag Race, Futuroa Sarao Drag en la Sala Apolo. En 2022, en el estreno de la segunda temporada de Drag Race España, homenajeó al icono LGBTI Ocaña con la vestimenta que llevaba, pero destacó sobre todo por levantarse la falda durante su actuación. Permaneció en el concurso durante todas las entregas, clasificándose como la cuarta finalista.
Estudió Comunicación Audiovisual y ha sido siempre aficionada al cine. En este ámbito, dirigió en 2021 un videoclip de Maria Arnal y Marcel Bagés. El mismo año formó parte del elenco del filme de temática queer ¡Corten!, junto con Samantha Hudson y La Prohibida, y dirigido por Marc Ferrer. Más tarde, en 2022, Marina escribió y dirigió el anuncio promocional de los XIV Premios Gaudí bajo el lema Amémonos, protagonizado por Ariadna Gil.

## Filmografía

### Televisión
- Drag Race España
- Vestidas de azul

### Películas
- ¡Corten!
- A través de mi ventana
- A través de tu mirada